# Stenomyelon
Stenomyelon — викопний рід судинних рослин родини Calamopityaceae з групи насінних папоротей (Pteridospermatophyta), що існував у пізньому девоні та ранньому карбоні, 373—345 млн років тому). Викопні рештки (стовбури) представників роду знайдено у США, Франції та Великій Британії (Кентуккі).

## Види
- Stenomyelon tuedianum (типовий)
- Stenomyelon primaevum
- Stenomyelon heterangioides
- Stenomyelon muratum